# Algier

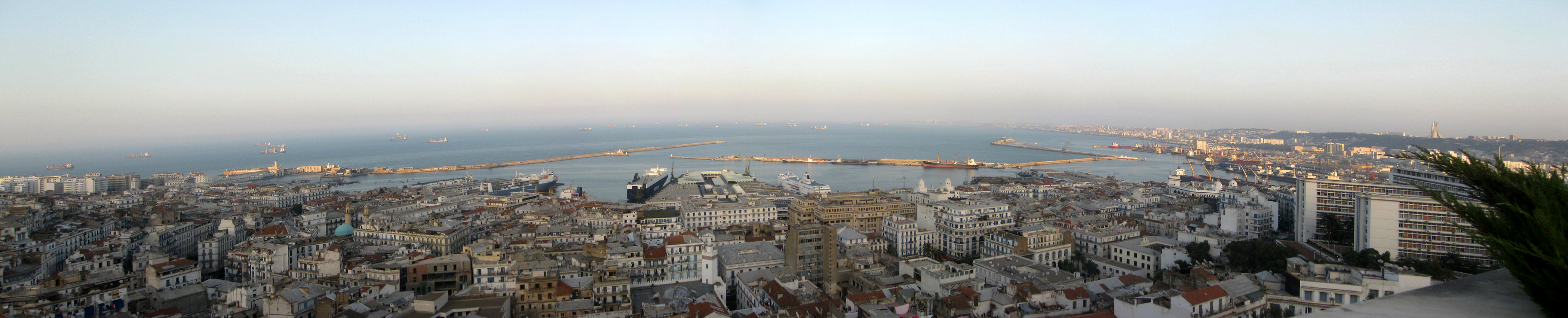
Panorama Algieru

Algier (fr. Alger, arab. مدينة الجزائر [Madinat al-Dżaza'ir]) – stolica Algierii. Miasto leży w obszernej zatoce nad Morzem Śródziemnym, 800 km od Marsylii. Nad miastem wznoszą się wzgórza do wysokości 400 m n.p.m. Algier jest centrum gospodarczym, kulturalnym i głównym portem kraju, a także najważniejszym ośrodkiem naukowym.

## Położenie
Miasto leży na stokach Sahelu rozciągających się wzdłuż zatoki Algierskiej.

## Gospodarka
- przemysł: włókienniczy, rafineria ropy naftowej (rurociąg ze złoża Bani Mansur), montownie samochodów, przemysł nawozów sztucznych, cementowy, papierniczy, spożywczy, metalowy.

Posiada największy port handlowy kraju.

## Transport
Metro w Algierze jest jedynym obok kairskiego na kontynencie afrykańskim.

## Historia
W starożytności nosił nazwę Icosium. Algier został zbudowany na ruinach rzymskiego miasta zburzonego w VII wieku, po zdobyciu przez Arabów. Na początku XVI wieku dostało się w ręce tureckich korsarzy i odtąd przez długi czas było głównym ośrodkiem korsarstwa i rabunku. Po 1492 w Algierze zaczęli osiedlać się moryskowie z Grenady. W XVII w ludność miasta dochodziła do 100 tys. W roku 1518 miasto stało się częścią Imperium osmańskiego.
W 1541 Karol V usiłował zdobyć Algier, w XVII w. Francuzi dwukrotnie bombardowali miasto, jednak bez skutku. Zdobyli je dopiero w 1830, po zaciętych walkach, które trwały 20 dni.
Od czerwca 1941 roku w mieście miała siedzibę tzw. „Agencji Afryka” – siatka szpiegowska działająca w czasie II wojny światowej na terenie północno-zachodniej Afryki utworzona przez majora polskiego wywiadu Mieczysława Słowikowskiego. Informacje przez nią pozyskane przyczyniły się do sukcesu angielsko-amerykańskiego desantu na Afrykę znanej jako operacja Torch. Od czerwca 1943 do sierpnia 1944) Algier stał się stolicą Wolnej Francji i siedzibą tymczasowego rządu Charles’a de Gaulle’a.
W latach 1954–62 miasto było jednym z głównych ośrodków algierskiego ruchu wyzwoleńczego. Po uzyskaniu niepodległości przez Algierię w 1962, Algier został jej stolicą.

## Zabytki i turystyka
- Wielki Meczet (XI-XVII wiek) z minaretem z XIV wieku
- cytadela (kasba) wzniesiona przez Turków w XVI wieku
- meczety
  - Sidi Abdarrahmana
  - Dżami el-Dżabib
  - Ali Bechine (1622)
- pałac Gubernatora
- pałac d'Archeveche
- katolicka katedra św. Filipa z XIX wieku zbudowana na ruinach meczetu Hassana
- synagoga z 1865 roku
- kościół pielgrzymkowy Bazylika Matki Boskiej Afrykańskiej (1872, oddalony 4 km na północny zachód od miasta)
- Muzeum Bardo
- Pomnik Męczenników Rewolucji – zbudowany w 1982 przez Mariana Koniecznego na jednym ze wzgórz, betonowy monument o wysokości 100 m[3]

## Bibliografia

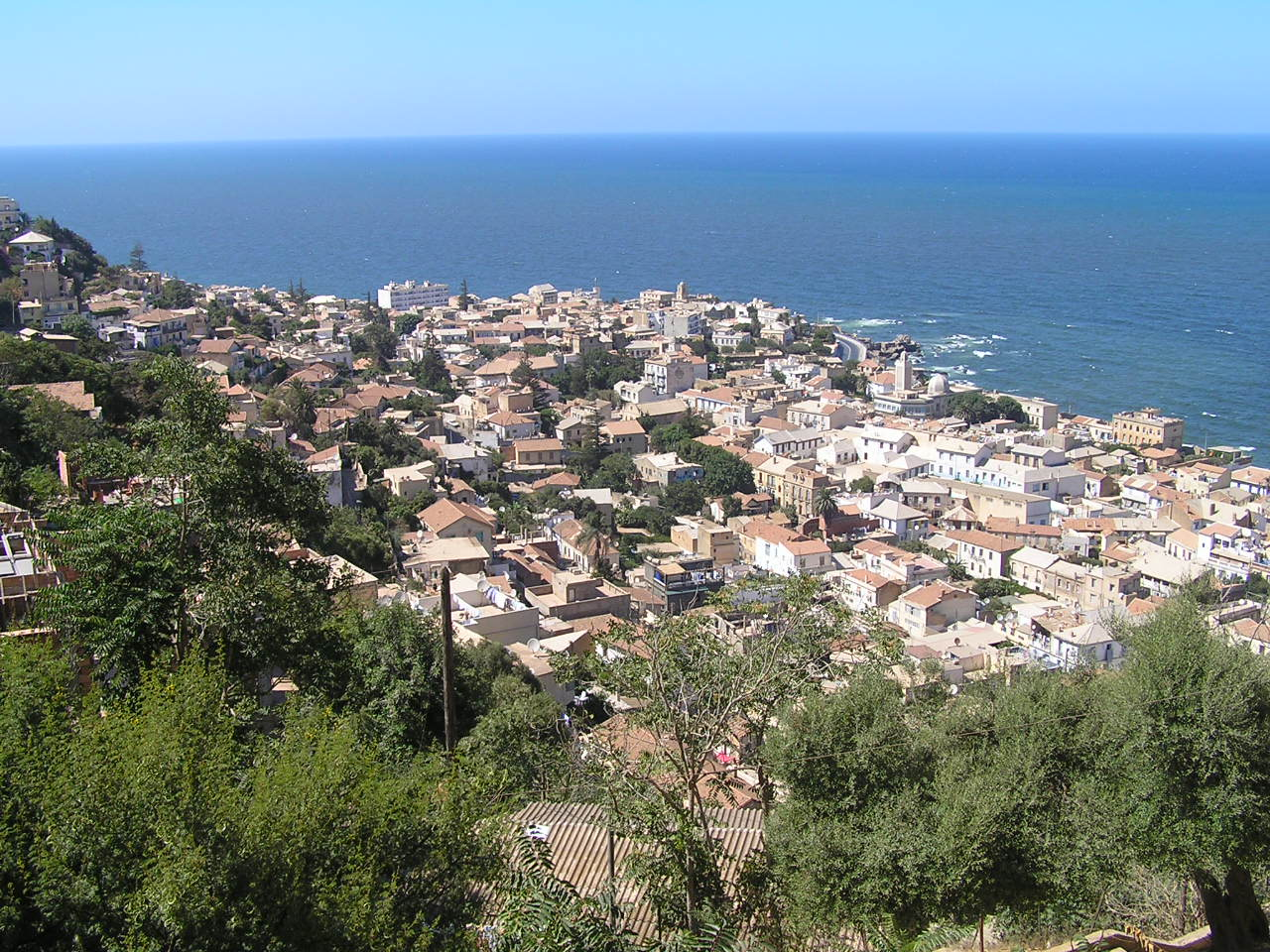
Algier
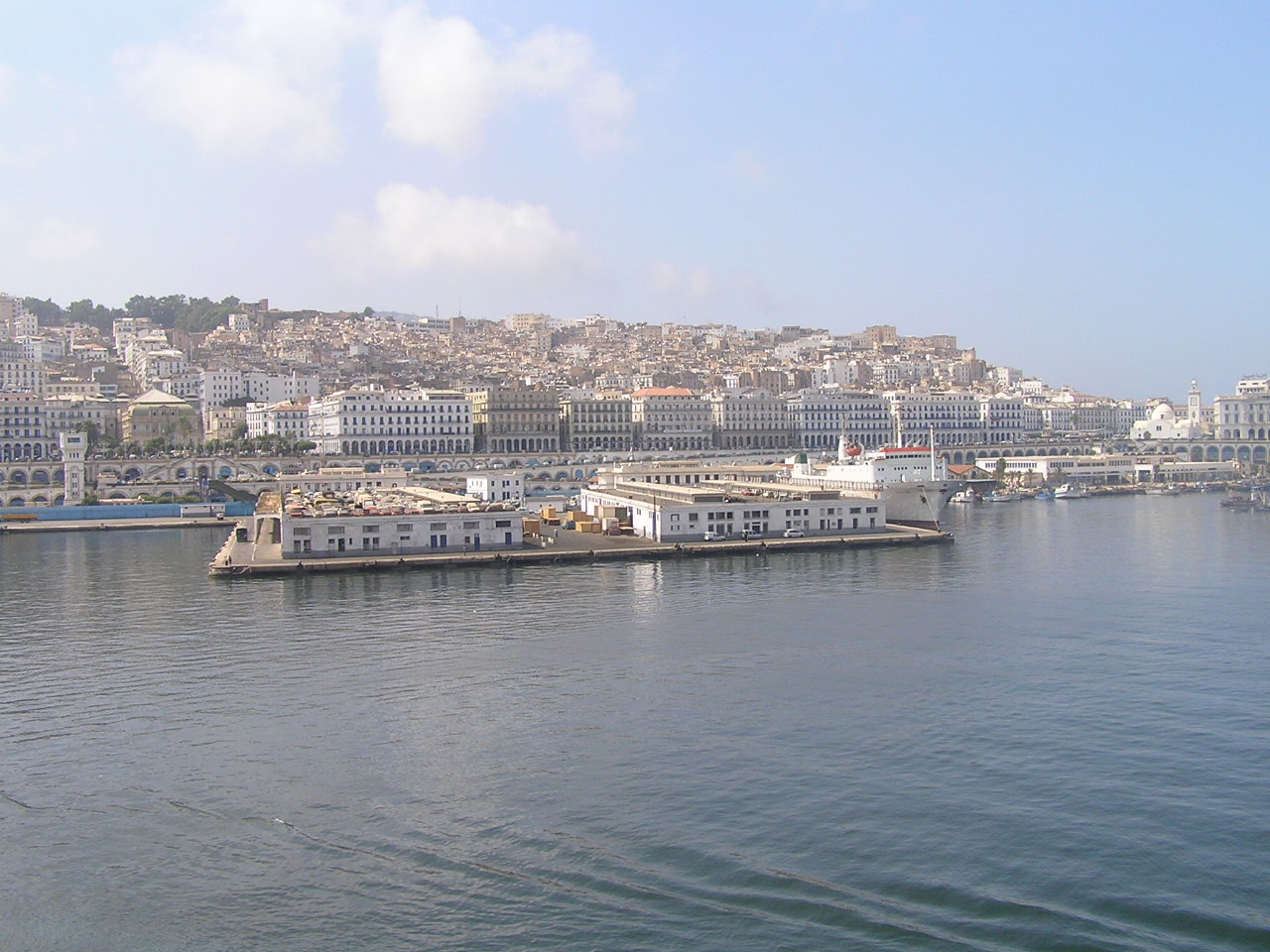
Port
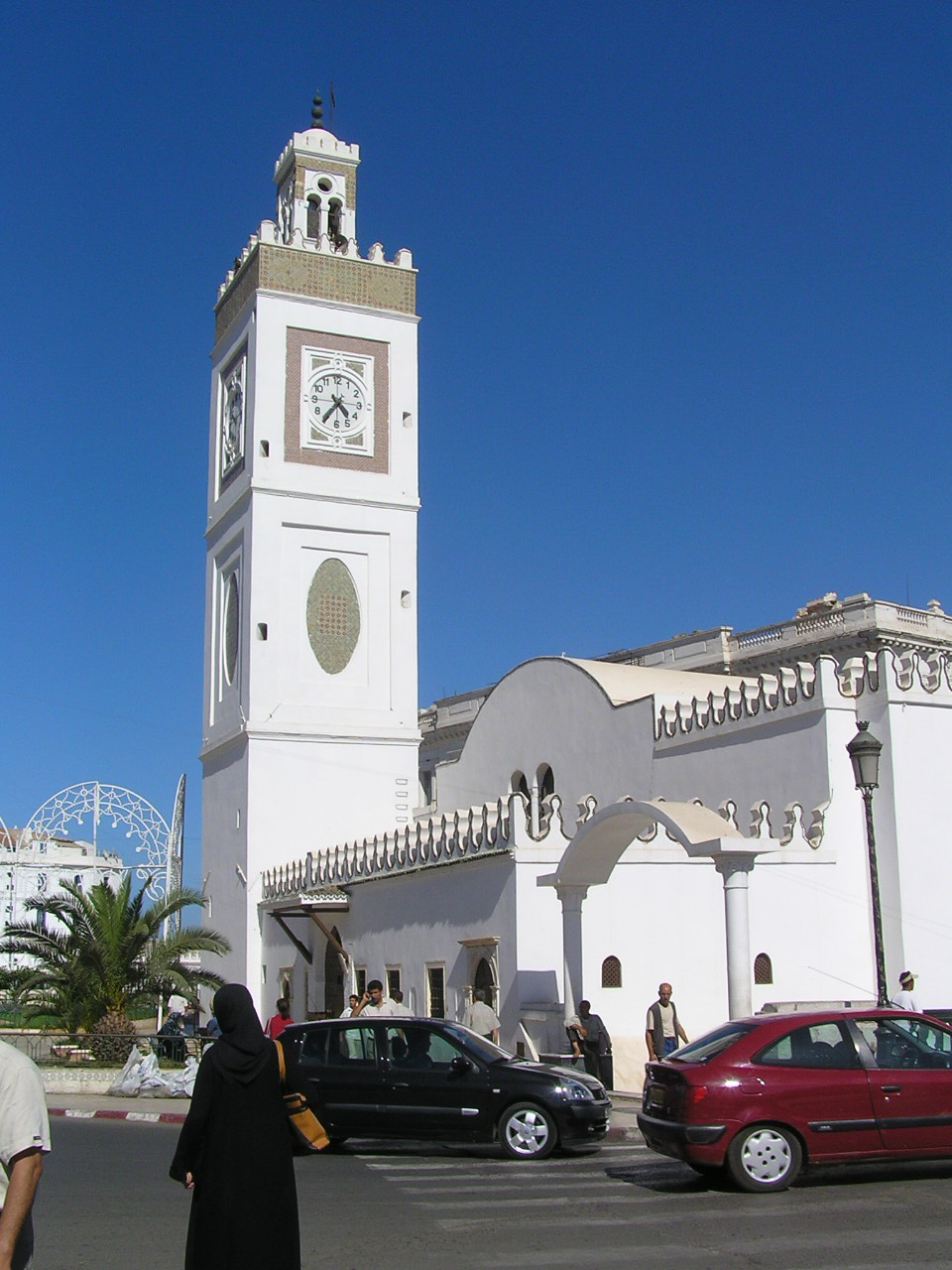
Wielki Meczet

## Opis miasta z encyklopedii Ultima Thule wydanej w 1927 roku
tekst o znaczeniu historycznym, przytoczony jako ciekawostka
Miasto posiada piękny port z dwoma długimi kamiennymi groblami. Główną ulicą jest Boulevard de la Republique. Miasto jest siedzibą gen. gubernatora, ma akademię wojskową, dwa uniwersytety: francuski i arabski, bibliotekę publiczną, obserwatorium astronomiczne różne towarzystwa naukowe itd. Algier jest ważnym punktem handlowym, łączą się w nim linie kolejowe z Oranu i Konstantyny oraz wiele dróg z wewnątrz kraju. Parowce łączą Algier z Marsylią, Alicante i Walencją. Ważna stacja węglowa. Wywóz wina, zboża, bydła, wełny, oliwy, tytoniu, rudy, kory korkowej oraz trawy halfa. Stacja klimatyczna uczęszczana przez chorych na płuca, 206595 mieszkańców (1921), z czego 2/3 Europejczyków.

## Miasta partnerskie
- Al-Ujun
- Amman
- Amsterdam
- Barcelona
- Berlin
- Bordeaux
- Buenos Aires
- Dakar
- Dubaj
- Genewa
- Izmir
- Kair
- Londyn
- Montreal
- Moskwa
- Paryż
- Pekin
- Rabat
- Rzym
- São Paulo
- Santiago
- Surakarta
- Sofia
- Szanghaj
- Trypolis
- Tunis
- Tyr